# Podcibórz
Podcibórz – osada w Polsce położona w województwie warmińsko-mazurskim, w powiecie działdowskim, w gminie Lidzbark przy rzece Wel.
W latach 1975–1998 miejscowość administracyjnie należała do województwa ciechanowskiego.

## Historia
Osada istniała już w średniowieczu, w czasach krzyżackich znajdował się tu folwark miejski należący do Lidzbarka. Dopiero później Podcibórz wyodrębnił się jako samodzielna wieś.
Do czasów współczesnych zachowało się jedynie kilka murowanych domów z początku XX wieku oraz przepompownia dostarczająca wodę do wieży wodociągowej (z 1909 r.) przy pobliskiej stacji kolejowej Lidzbark Miasto.